# 1/

⅟とは、数学の特定の分数を構成する際に使用されるスラッシュ付きの分子のこと。別表記として、1/n、1/　がある。

## 意味
分数のうち、分子の数値が1である単位分数を表すのに使われる。

## 符号位置
| 記号 | Unicode | JIS X 0213 | 文字参照         | 名称    |
| ---- | ------- | ---------- | ---------------- | ------- |
| ⅟    | U+215F  | -          | &#x215F; &#8543; | 1/n、1/ |